# Collectio Frisingensis I
Die Collectio Frisingensis I (auch Sammlung der Handschrift von Freising), entstanden im 5. Jahrhundert, ist eine Kanones-Sammlung in lateinischer Sprache. Sie enthält sowohl Synodalkanones als auch Briefe mehrerer Päpste. Gemeinsam mit der Collectio Wirceburgensis ist die Frisingensis der wichtigste Textzeuge für die Rekonstruktion des (verlorenen) Corpus canonum Africano-Romanum, das seinerseits als älteste bedeutende kanonische Sammlung der Westkirche gilt, deren Inhalt sich mit einiger Sicherheit rekonstruieren lässt.

## Links
- Linda Fowler-Magerl, Christof Rolker: Collectio Frisingensis I. In: Clavis canonum: Handbook and Database.